# Mường Chà (dystrykt)
Mường Chà – wietnamski dystrykt w prowincji Điện Biên w Regionie Północno-Zachodnim. W roku 2003 dystrykt posiadał 49 242 mieszkańców. Zajmuje on powierzchnię 1 826 km². Natomiast stolicą jest Mường Chà. 